# رمث خريزي
الثَّرْمَد أو الرمث الصفصافي (باللاتينية: Haloxylon salicornicum) هو شجرة معمرة تنتشر في الصحاري المالحة في كل من الكويت والمملكة العربية السعودية والعراق ومصر و الأردن و فلسطين و أفغانستان وباكستان وإيران.

## وصف النبات
يتراوح طول الثرمد من 30-70 سنتيمتر. و هي كثيرة التفرع حيث يبدأ تفرع السيقان عند القاعدة، والأفرع قائمة غير شوكية عصيرية. و جذور الثرمد وتدية تتعمق في التربة. و الأوراق في شكل حراشف مثلثة. و تظهر الأزهار خلال شهري سبتمبر و أكتوبر على شكل سنابل يتراوح طولها بين 5-7 سنتيمتر.